# S·C·约翰逊管理研究生院
S.C.约翰逊管理研究學院（S.C. Johnson Graduate School of Management），简称约翰逊管理学院，与戴森应用经济管理学院和酒店管理学院组成SC约翰遜商學院，隸屬於康奈尔大学，坐落在伊萨卡市康奈尔主校区正中的塞吉大厅（旧名塞吉寄宿学院）。該學院是享譽盛名的6所常春藤商學院之一。
约翰逊管理研究生學院创建于1946，为培养工商企业的管理高层而专门设立的研究學院，一开始名字为管理研究學院。1984年该院接受了美国著名的500强家族企业约翰逊家族的慷慨捐赠，而改名为约翰逊管理研究學院。
约翰逊管理研究学院现有77名教职员工，其中包括14名董事会和30名客座教授。该校学生数量保持在544名MBA工商管理研究生，170名EMBA高管工商管理研究生，和30名左右的工商管理學博士生。现有校友10,336名。约翰逊管理研究生学院自有基金就达到$1.54亿美元（不包括学生管理运作的1千4百万Cayuga fund对冲基金），并且学校有90个企业伙伴。

## 课程设置
约翰逊管理研究生学院的课程涵盖了几乎所有工商管理学相关科目和研究项目，不仅有招牌的传统MBA学位，还有专为技术类人才快速胜任管理角色而设置的12个月就可完成的加速项目AMBA。  
约翰逊管理研究生学院现有2个EMBA项目。建于1999年的康奈尔EMBA项目是一个坐落在纽约市以北25公里的Palisades区（IBM总部）的高管MBA硕士项目，这个项目的教室就是IBM现在使用的高管培训中心。2005年新创立的Cornell-Queen's Executive MBA program 康奈尔皇后大学合作EMBA项目，是和加拿大排名第一的皇后大学联合创立的创新跨国跨区EMBA项目。此新项目由6-8人组成的团队跨地区协作进行。此外，学院还有博士生项目。

### 双学位项目
约翰逊管理研究生学院提供丰富的双学位项目供不同职业发展需求的学生选择： 

#### 双硕士项目
- 工程和管理MBA
- 法律硕士和管理MBA
- 亚洲研究和MBA
- 劳工管理和MBA
- 医学硕士和MBA
- 房地产和MBA
- 健康管理和MBA

#### 本科项目
虽然康奈尔并不授予管理学学士学位，但是学院鼓励优秀本科生在毕业前申请本硕连读从其专业直接进入MBA学习，同时拿下2个学位。但是对于本科学科有一定限制。

### 国际项目
约翰逊管理研究生学院提供超过在全球各地21个友好交流学院的国际交换生机会，几乎申请的学生都可以获得此机会。

## 跨学科中心
约翰逊管理研究生学院建有多个跨学科中心，包括领导力研究中心、制造企业研究中心、可持续性发展研究中心、帕克投资研究中心。

## 著名教员
- Robert J. Swieringa - 学院前任院长、通用电气董事会成员
- Robert H. Frank - 必修课经济学教授。畅销书"Winner Take All Society"的作者，纽约时报NY times专栏作家，美联储FED主席Bernanke挚友（共同著作多本经济学教科书和经济学著作）
- Maureen O'Hara - 美国金融协会第一个女主席
- Elizabeth A. Mannix - 社会学科学院，总裁
- Roni Michaely - Rudd家族基金获奖教授，公司金融专家
- Robert Jarrow  - Heath-Jarrow-Morton framework利息衍生产品定价模型设计者

## 知名校友
- Charles F. Knight, MBA '59 -  艾默生前任首席执行官CEO
- Al Suter, BME '58, MBA '59 -  艾默生 首席CAO (已退休)
- Robert Staley, BME '58, MBA '59 - 艾默生 亚洲董事会主席 (已退休)
- Barbara Novick, EMBA，BA经济学学士，世界最大资产管理公司“貝萊德BlackRock”创始人之一，副总裁co-founder and vice-chairman
- David Duffield, MBA '62 - PeopleSoft创始人
- James C. Morgan, MBA '63 - 应用材料公司董事会主席; 曾任CEO，自1977到2003.
- Corazon de la Paz, MBA’65 –   菲律宾社会安全系统 (SSS)总裁.
- Warren Staley, MBA '67 - 美国最大私人公司Cargill总裁; 小布什总统班子出口委员会成员
- Robert Sullivan '68 - 聖地牙哥加利福尼亞大學商学院院长[1]
- Thomas A. Russo, MBA '69 - 雷曼兄弟首席法律总管和董事会副主席
- Jeffrey Parker (B.S. 1965, M ENG '66, MBA '70) - FirstCall Corporation创始人 ; Thomson Financial汤普逊财经首席执行官 86 - 91
- Terry C. Stewart, MBA '72, JD '74 - 摇滚名人殿堂 总裁
- John R. Clark Sr., MBA '72 - The 4-Clark Management Group, Inc.总裁, 曾任美国能源科学部副主席
- Mark Mallon, MBA '74 - American Century Investments美国世纪投资首席情报官CIO。 [2]
- Josef Lakonishok, MS'74, PhD'76 - LSV Asset ManagementLSV资产管理公司总裁/创始人
- Mike Durham, MBA '77 - President/CEO, Cognizant Associates总裁.
- Warren Ellish, BA '77, MBA '78 -  Ellish Marketing Group LLC总裁
- Paul Huck, MBA '79 - Air Products财务总监，董事副主席
- Arete Passas, MBA '79 -   Manhattan Toy总裁
- Nancy Schlichting, MBA '79 - Henry Ford Health System in Detroit福特汽车健康中心总裁
- Dave Breazzano, MBA '80 - DDJ Capital Management创始人
- Jeff Berg, ORIE '79, '80, MBA '81 - COO (retired), PRTM首席运营官
- Jonathan E. Beyman, MBA '81 - 雷曼兄弟副总裁、首席情报官
- Byron Grote, MS '76, PhD '81 - 英国石油财务总监
- Andrew Baer, MBA '82 -  Comcast Cable Communications首席情报官CIO
- Mzamo Mangaliso, MBA '84 -  National Research Foundation of South Africa南非国家研究基金总裁
- Michael Chen, MBA '85 - GE Commercial Finance总裁
- Robert Ramin, AB '82, MBA '85 - 华盛顿国家水族馆总裁
- Fisk Johnson, '79, MEng '80, MS '82, MBA '84, PhD '86 - S.C. Johnson总裁和董事会主席
- William Heiden, MBA '87 - CEO总裁, Elixir Pharmaceuticals
- Kyung-Bae Suh, MBA '87 - CEO总裁, AmorePacific
- Matt Walsh, MBA '92 -  Escala Group财务总监
- Robert V. Stefanowski, MBA '92 -  GE Commercial Finance Europe， President & Chief Executive 通用电气欧洲商业金融公司总裁.
- Greg Galvin, MS'82, PhD'84, MBA'93 - President/CEO总裁, Kionix
- John Wirth, MBA '98 - Hild Asset财务总监[3]
- John Hillen, EMBA '04 - 前任美国国务卿助理 [4]

## 荣誉
康奈尔在工商界和市场营销界享有很高评价，其金融学和经济学也由于临近纽约市华尔街而有很高评价。特别是其学生管理的Cayuga对冲基金每年的收益率均远远超出市场指标和对冲基金平均收益率，即使在2008年市场下跌35%的情况下，仍保持了0.04的盈利，在各大媒体广受报道。该商学院在2009年福布斯Forbes排名中第7名，BusinessWeek商业周刊2008年排名第11，美国世界新闻报道2009排名17，华尔街日报2007排名16，英国金融时报2007美国商学院排名17，经济学家2008年美国商学院排名15。

## 平等和多元化
秉承康奈尔大学的"为任何一个人提供各种教育"的宗旨，学院一直在平等和多元化方面领先:
- 增加多元化为学院5年计划的5大目标

- 为青少年设置的21世纪商业机遇培训通道

- 第一个设有专门的The Office of Diversity and Inclusion少数种族和特殊人群办公室的商学院 [5]

- 每年学校均会举办多种促进多元化的活动 events（页面存档备份，存于），其中包括著名的 Johnson Means Business. 这个活动JMB 2006 在每年10月的19-22日间举行，并取得很大成功。

## 标注
1. ↑  .   [2008-04-03]. （原始内容存档于2008-03-11）.
2. ↑  .   [2009-05-15]. （原始内容存档于2007-09-27）.
3. ↑  .   [2009-07-01]. （原始内容存档于2008-12-02）.
4. ↑  .   [2008-04-03]. （原始内容存档于2008-07-09）.
5. ↑  .   [2006-10-24]. （原始内容存档于2006-10-14）.